# Maretz
Maretz és un municipi francès, situat a la regió dels Alts de França, al departament del Nord. L'any 2006 tenia 1.428 habitants. Limita al nord amb Bertry, al nord-est amb Maurois, a l'est amb Busigny, al sud-oest amb Prémont, a l'oest amb Élincourt i al nord-oest amb Clary.

## Demografia
| 1962                                       | 1968  | 1975  | 1982  | 1990  | 1999  | 2006  |
| ------------------------------------------ | ----- | ----- | ----- | ----- | ----- | ----- |
| 1.687                                      | 1.717 | 1.595 | 1.497 | 1.416 | 1.363 | 1.428 |
| Des de 1962: població sense dobles comptes |       |       |       |       |       |       |

## Administració
| Període   | Identitat    | Partit |
| --------- | ------------ | ------ |
| 1987-2008 | Guy Raviteau | PS     |
| 2008-     | Aimé Bleuse  |        |